# اریک مالمبری
اریک مالمبری (انگلیسی: Erik Malmberg; ۱۵ مارس ۱۸۹۷ – ۹ مهٔ ۱۹۶۴) کشتی‌گیر اهل سوئد بود.
وی در مسابقات کشوری و بین‌المللی در مجموع برندهٔ ۳ مدال طلا، ۳ مدال نقره، ۳ مدال برنز شده‌است.